# MTPN
La miotropina es una proteína que en los humanos está codificada por el gen MTPN.

## Interacciones
Se ha demostrado que MTPN interactúa con RELA y REL.